# Can Solé
Can Solé és un edifici amb elements modernistes, emplaçat al districte de Ciutat Vella i ocupant una cantonada d'una estreta illa de cases de planta rectangular, característica de la xarxa urbana del barri de la Barceloneta. Aquesta illa es troba emmarcada pels carrers Almirall Cervera, Sant Carles, Mar i Sant Elm.

## Arquitectura
Es tracta d'un edifici de planta rectangular amb façana als carrers Comte de Santa Clara, Mar i Sant Carles. Volumètricament consta de planta baixa i dues plantes pis amb coberta plana transitable. Malgrat les reformes que ha patit l'edifici original, amb l'afegitó d'una casa lateral i la remunta d'un segon pis, és apreciable a la planta baixa i el primer pis la tipologia original de planta baixa i pis de les construccions de la Barceloneta. Aquesta és fàcilment comparable amb l'original i veïna Casa de la Barceloneta 1761 (Carrer Sant Carles, 6). Des de l'any 1903 està ubicat a l'edifici el restaurant Can Solé que modificà tota la seva estructura interior.
Les façanes segueixen una mateixa composició dividida en tres trams horitzontals. Un primer tram és ocupat per la planta baixa que arribà fins l'imposta del primer pis. El seu parament es troba recobert per un esgrafiat tricolor geomètric. Un segon tram ocupa les dues plantes pis, amb el parament estucat. L'edifici és rematat per una cornisa motllurada en voladís i una balustrada que tanca el terrat.
La façana afrontada al carrer Sant Carles, la més transitada, presenta tres eixos d'obertures verticals, tot presentant una composició axial a partir del portal central d'entrada. Les altres dues façanes no presenten eixos simètrics i localitzen també portals d'accés, en ambdós casos a prop de la paret mitgera.
Totes les obertures resten emmarcades en pedra. Les de la planta baixa i la primera planta pis estan rematades per arcs escarsers i decorades a la clau per una decoració vegetal esculpida. Els balcons presenten llosana de pedra i estan tancats per una barana de ferro forjat que combina barrots llisos i helicoidals. D'aquests balcons en destaca un de corregut que ressegueix la cantonada dels carrers Sant Carles i Mar a l'altura del segon pis. A la mateixa cantonada hi ha un escut d'armes on es pot llegir el nom de la casa, amb un sol a dalt i una marmita a sota. Les obertures del primer pis que no tenen voladís presenten un ampit ornat amb una composició de rajoles ceràmiques pintades amb temàtica costumista i relacionada amb el treball del restaurant.

## Història
Els orígens del restaurant Can Solé cal buscar-los en una taverna de pescadors oberta per Josep Homs i per un establiment anterior de venda d'olis, sabons i aliments propietat de Gregorio Solé, segurament l'origen del nom. El 1939 reobre com a “Restaurant Antiga Casa Solé”. El 1947 es reforma segons un projecte de l'arquitecte Marià Romaní i s'aixeca el segon pis. Es parla de l'estucat de la façana però no es fa cap referència de l'ornamentació de la planta baixa o d'altres elements.